# Gostilna Slon in hotel Nadvojvoda Janez
V letih 1861 in 1862 je bila na vogalu Slovenske ulice in Gosposke ulice v Mariboru zgrajena Gostilna pri Slonu s prenočišči, ki stoji še danes. Hiša je dvonadstropna, z odrezanim enostraničnim vogalom, dimenzij 7 x 9 metrov. Ima osnovno neorenesančno fasado z glavnim vhodom in balkonom na vogalu. Glavni vhod je na Slovenski ulici, stranski pa v Gosposki ulici.
Hotel Nadvojvoda Janez je bil naslednik Gostilne pri Slonu. Gostilniško stavbo so po načrtih Andreja Črička obnovili leta 1889,  zahodno krilo ob Bavarski ulici pa so na obeh vogalih opremili s strešnim nastavkom.